# 1988 في المكسيك
فيما يلي قوائم الأحداث التي وقعت خلال عام 1988 في المكسيك.

## سياسة

### تعيين في المنصب
- 1 ديسمبر – كارلوس ساليناس دي غورتاري رئيس المكسيك.

### انتهاء فترة المنصب
- 30 نوفمبر – ميغيل دي لا مدريد رئيس المكسيك.

## مواليد

### يناير
- 7 يناير – دانتي جاردون ملاكم مكسيكي.
- 10 يناير – بيدرو غيفارا ملاكم مكسيكي.
- 10 يناير – رودريغو غيريرو ملاكم مكسيكي.
- 16 يناير – خورخي توريس نيلو لاعب كرة قدم مكسيكي.
- 17 يناير – هيكتور مورينو لاعب كرة قدم مكسيكي.

### فبراير
- 22 فبراير – إفراين خواريز لاعب كرة قدم مكسيكي.
- 22 فبراير – خيمينا نافاريتي

### مارس
- 14 مارس – خوسيه خوان فاسكويز لاعب كرة قدم مكسيكي.
- 17 مارس – خوسيه أليخاندرو رودريغيز ملاكم مكسيكي.

### أبريل
- 5 أبريل – دانييلا لوخان
- 18 أبريل – أناجبيرييلا إيسبينوزا
- 19 أبريل – إنريكي إسكيدا لاعب كرة قدم مكسيكي.

### مايو
- 10 مايو – رودريغو لوبيز لاعب كرة قدم مكسيكي.
- 14 مايو – هومبيرتو ترينيداد ملاكم مكسيكي.
- 23 مايو – كارلوس زاراتي جونيور ملاكم مكسيكي.
- 25 مايو – أرماندو سانتوس ملاكم مكسيكي.
- 28 مايو – أرتورو باديو ملاكم مكسيكي.

### يونيو
- 1 يونيو – تشيشاريتو لاعب كرة قدم مكسيكي.
- 25 يونيو – ميغيل لايون لاعب كرة قدم مكسيكي.

### أغسطس
- 10 أغسطس – ليو سانتا كروز ملاكم مكسيكي.
- 15 أغسطس – سيزار تشافيز ملاكم مكسيكي.
- 24 أغسطس – كارلوس كوادراس ملاكم مكسيكي.

### سبتمبر
- 4 سبتمبر – هيرنان ماركيز ملاكم مكسيكي.
- 16 سبتمبر – روجيليو ميدينا ملاكم مكسيكي.
- 21 سبتمبر – هوغو رويز ملاكم مكسيكي.

### أكتوبر
- 6 أكتوبر – ماريو رودريغيز ملاكم مكسيكي.
- 14 أكتوبر – خوسيه أرجوميدو ملاكم مكسيكي.

### نوفمبر
- 8 نوفمبر – هومبيرتو ماورو غوتييريز ملاكم مكسيكي.

### ديسمبر
- 27 ديسمبر – خورخي غوتيريز لاعب كرة سلة مكسيكي.

## وفيات

### نوفمبر
- 22 نوفمبر – لويس براغان (مواليد 1902) مهندس معماري مكسيكي.